# Rockers By Choice
Rockers By Choice er en rapgruppe fra København i Danmark. Gruppen blev dannet i 1986 og består af Chief 1 (Lars Pedersen), Dee Pee (Per Pedersen), Master Phoze (Georgios Sagos), MC Pete (Peder Musing) og MC Swan (Øyvind Hagen Traberg). Senere blev Master Phoze og MC Swan erstattet af DJ Kool K (Kenneth Kristensen) og Isbjerg (Kasper Bechmann). 
Senere fandt de originale 5 sammen igen og lavede opsamlingsalbummet Retro i 2002 og tog i den forbindelse på turne og gav koncerter.
Gruppen fik et stort hit med nummeret "Engel" i 1988.

## Diskografi

### Studiealbummer
- Opråb! Til Det Danske Folk(1989)
- Nedtour Live '89 (1989)
- Vi Er Generationen Der Ikke Må Fejle (1990)
- Klar Til Kamp (1992)
- De 5 På Flugt (1996)

### Opsamlingsalbummer
- Rockers Retro, Greatest Hits (2002)
- Opråb! De største... (2009)

### Singler
- "Opråb! (Til Det Danske Folk)" (1988)
- "Engel" (1988)
- "Nej Til Narkotika" (1989)
- "Gang I Den" (1989)
- "Nedtur Part II" (1989)
- "Tag Mig Som Jeg Er" (1990)
- "Rabalderstræde" (1990)
- "Generationen Der Ikke Må Fejle" (1991)
- "Sumper" (1992)
- "5 Fingers Udsalg" (1996)
- "Fuck Din Chef" (1996)
- "Min Gamle Skole" (1996)
- "Retro" (2002)